# John P. Marquand
John P. Marquand, nome completo John Phillips Marquand (Wilmington, 10 novembre 1893 – Newburyport, 16 luglio 1960), è stato uno scrittore e giornalista statunitense.

## Biografia
Frequentò il liceo a Newburyport (Massachusetts) e si laureò all'Università Harvard. Dopo la laurea cominciò a lavorare come giornalista. Nel 1925 pubblicò il suo primo libro, Lord Timothy Dexter, iniziando la sua carriera di scrittore. John Marquand divenne popolare con una serie di romanzi che avevano come protagonista un agente segreto giapponese, Mr. Moto; furono scritti fra il 1935 e il 1957, il primo dei quali per The Saturday Evening Post ed ispirarono otto film in cui il personaggio di Mr. Moto diventò un detective e fu interpretato dall'attore Peter Lorre. In seguito Marquand scrisse altri romanzi che costituìrono il soggetto di pellicole. Morì nel sonno a causa di un infarto all'età di 66 anni.

### Vita privata
Nel 1922 sposò Christina Sedgwick da cui ebbe un figlio e una figlia e dalla quale divorziò nel 1935. Nel 1936 si risposò con Adelaide Ferry Hooker con cui ebbe altri tre figli e dalla quale divorziò nel 1958.

## Riconoscimenti
1938 - Premio Pulitzer per il romanzo Il fu George Apley (The Late George Apley)

## Opere

### Romanzi
- 1922, Lord Timothy Dexter (The Unspeakable Gentleman)
- 1925, Il cargo nero (Black Cargo)
- 1930, Warning Hill
- 1937, Il fu George Apley (The Late George Apley)
- 1939, La ballata di Wickford Point (Wickford Point)
- 1941, Il molto onorevole signor Pulham (H.M. Pulham)
- 1944, Jim ha poco tempo (So little time)
- 1945, Repent in Haste
- 1947, Polly Fulton
- 1949, L'impossibile ritorno (Point of no Return)
- 1952, Melville Goodwin
- 1955, Sincerely, Willis Wayde
- 1959, Le donne e Thomas Harrow (Women and Thomas Harrow)

### Serie conMr. Moto
- 1935, No Hero
- 1936, Tante grazie, Signor Moto (Thank you, Mr. Moto)
- 1937, Che ne dite, Signor Moto? (Think Fast, Mr. Moto)
- 1938, I dispiaceri del Signor Moto (Mr. Moto is so sorry)
- 1942, Last Laugh, Mr. Moto
- 1957, Stopover: Tokyo

### Romanzi polizieschi
- 1935, Ming Yellow
- 1941, Don't Ask Questions
- 1949, It's Loaded, Mr. Bauer

### Raccolte di racconti
- 1923, Four for a Kind
- 1933, Heaven's End
- 1954, Thirty Years
- 1957, Life at Happy Knoll

## Al cinema
- The Right That Failed, regia di Bayard Veiller (1922)
- Il molto onorevole Mr. Pulham, regia di King Vidor